# Parti républicain démocratique et social
Pour les articles homonymes, voir Parti républicain et Alliance démocratique (France).
Le Parti républicain démocratique et social (PRDS) est un parti politique mauritanien créé en 1991 par le président de la République d'alors, Maaouiya Ould Sid'Ahmed Taya.
Arrivé par un coup d'État militaire sans effusion de sang le 12 décembre 1984, Maaouiya Ould Sid'Ahmed Taya instaure la démocratie, la liberté d'expression et le multipartisme par le biais d'un référendum en 1991. Dans la foulée, il fonde le Parti républicain démocratique et social, plus connu sous l'abréviation de PRDS. 
Durant 13 ans, de 1992 à 2005, ce parti domine de manière hégémonique le paysage politique mauritanien, regroupant tout ce que le pays compte comme cadres, hauts fonctionnaires, notables et dignitaires, et ne laissant que des restes aux partis de l'opposition que sont le Rassemblement des forces démocratiques (UFD/RFD), l'Alliance populaire progressiste (en) (APP) ou encore l'Union des Forces du Progrès (en) (UFP). Le PRDS remporte largement les élections municipales de février 1994 et de février 1999 mais il est toutefois accusé de fraude électorale par quelques partis de l'opposition.
Archi-majoritaire durant toute cette période au sein des deux chambres du parlement, il voit élire Maaouiya Ould Sid'Ahmed Taya président de la République en 1992 (en), puis réélire par deux fois, en 1997 (en) et en 2003 (en) (après avoir dissous les deux principaux partis de l'opposition).
Le 3 août 2005, une junte militaire sous le nom de Comité militaire pour la justice et la démocratie (CMJD) dirigée par le directeur de la Sûreté nationale Ely Ould Mohamed Vall renverse le régime de Ould Taya, contraint de s'exiler au Qatar.
Le PRDS vacille alors sérieusement sur ses bases, et est même lors de l'automne 2005 contesté et dissout par décision judiciaire.
Il change alors d'appellation et de logo, et devient le PRDR, Parti républicain pour la démocratie et le renouveau, tout en gardant cependant l'essentiel de ses membres. Le vent nouveau installe un jeune avocat, ancien ministre sous Ould Taya et ambassadeur, maître Sidi Mohamed Ould Mohamed Vall dit Ghrini, comme nouveau patron du parti.
Sous la conduite de Ghrini, le PRDR, réalise des scores honorables voire bons lors des élections législatives et sénatoriales de novembre 2006 et janvier 2007. Bien que le parti soit très affaibli par la chute de son fondateur et leader Ould Taya, le PRDR parvient malgré tout à obtenir la deuxième place au nombre de députés, derrière le RFD d'Ahmed Ould Daddah.
Le 23 janvier 2007, deux jours avant la date-butoir de dépôt des candidatures à la présidentielle, Ghrini Ould Mohamed Vall, que certains voyaient candidat à la présidence de la République, annonce que le parti soutient la candidature indépendante de Sidi Mohamed Ould Cheikh Abdallahi. Le 25 mars 2007, au terme d'un second tour, ce dernier est élu avec près de 53 % des voix, et devient le 8e président de la République islamique de Mauritanie.